# The Twilight Zone (canción de Rush)
«The Twilight Zone» es una canción de la banda canadiense de rock Rush.  Fue escrita por Geddy Lee, Alex Lifeson y Neil Peart.  Se encuentra originalmente en el cuarto álbum de estudio del grupo llamado 2112, publicado por Mercury Records en 1976. Se lanzó este tema como sencillo en el mismo año por la misma discográfica. El tema está basado en dos episodios del programa The Twilight Zone (Will The Real Martian Please Stand Up? y Stopover In A Quiet Town).

## Versiones
Este sencillo fue lanzado en dos versiones distintas: una para promocionar el álbum y la otra en versión normal.  Las diferencias entre las dos es la calidad de las melodías y la duración de las mismas. Ambas versiones contienen como lado B la canción «Lessons». Al igual que otros sencillos anteriores de la banda, «The Twilight Zone» no entró en las listas de popularidad tanto en Canadá como en Estados Unidos.

## Lista de canciones

### Versión normal

#### Lado A
| Side one |                                            |                                       |          |  |
| N.º      | Título                                     | Escritor(es)                          | Duración |  |
| 1.       | «The Twilight Zone» (sonido estereofónico) | Geddy Lee / Alex Lifeson / Neil Peart | 3:19     |  |

#### Lado B
| Side one |                                  |              |          |  |
| N.º      | Título                           | Escritor(es) | Duración |  |
| 2.       | «Lessons» (sonido estereofónico) | Alex Lifeson | 3:53     |  |

### Versión promocional

#### Lado A
| Side one |                                       |                       |          |  |
| N.º      | Título                                | Escritor(es)          | Duración |  |
| 1.       | «The Twilight Zone» (versión editada) | Lee / Lifeson / Peart | 2:58     |  |

#### Lado B
| Side one |                             |              |          |  |
| N.º      | Título                      | Escritor(es) | Duración |  |
| 2.       | «Lessons» (versión editada) | Alex Lifeson | 2:41     |  |

## Créditos
- Geddy Lee — voz y bajo
- Alex Lifeson — guitarra
- Neil Peart — batería y percusiones